# Nati nel 1636
| Questa pagina contiene informazioni ricavate automaticamente dalle voci biografiche con l'ausilio del template Bio e di un bot. L'aggiornamento è periodico e automatico e ricostruisce completamente la pagina. Se manca una persona in questa lista, sei pregato di non aggiungerla, ma accertati piuttosto che la sua voce biografica contenga il template Bio e che i dati anagrafici siano correttamente compilati. Se il template Bio manca, inseriscilo tu stesso o, in alternativa, metti l'avviso {{tmp\|Bio}} che ne segnala la mancanza. Se i dati riportati sono sbagliati, correggi direttamente la voce biografica; le modifiche saranno visibili in questa lista entro pochi giorni. Per chiarimenti vedi il progetto biografie. La lista contiene solo le 84 persone che sono citate nell'enciclopedia e per le quali è stato implementato correttamente il template Bio. Pagina aggiornata al 10 giu 2025. |

## Gennaio(4)
- 8 gennaio - Fernando de Valenzuela, politico spagnolo († 1692)
- 12 gennaio - Jean-Baptiste Monnoyer, pittore francese († 1699)
- 20 gennaio - Massimiliano di Hohenzollern-Sigmaringen, principe († 1689)
- 21 gennaio - Melchiorre Cafà, scultore maltese († 1667)

## Febbraio(2)
- 5 febbraio - Luisa Cristina d'Assia-Darmstadt, nobile († 1697)
- 12 febbraio - Herman Witsius, predicatore e teologo olandese († 1708)

## Marzo(2)
- 8 marzo - Robert Kerr, I marchese di Lothian, nobile e politico scozzese († 1703)
- 9 marzo - Stefano Cassiani, pittore e monaco cristiano italiano († 1714)

## Aprile(2)
- 10 aprile - Diego Pappalardo, religioso italiano († 1710)
- 11 aprile - Cosimo Galilei, presbitero italiano († 1672)

## Maggio(5)
- 6 maggio - Laura Mancini, nobildonna italiana († 1657)
- 6 maggio - Carlo Filippo Sfondrati, vescovo cattolico italiano († 1680)
- 20 maggio - Pier Matteo Petrucci, cardinale e vescovo cattolico italiano († 1701)
- 22 maggio - Ferdinando Alberto I di Brunswick-Lüneburg, duca († 1687)
- 27 maggio - Thormodus Torfæus, storico islandese († 1719)

## Giugno(6)
- 6 giugno - Ottavio Falconieri, letterato, storico e archeologo italiano († 1675)
- 12 giugno - Francesco Nerli il Giovane, cardinale e arcivescovo cattolico italiano († 1708)
- 14 giugno - Federigo Meninni, medico e poeta italiano († 1712)
- 15 giugno - Charles de La Fosse, pittore francese († 1716)
- 21 giugno - Godefroy Maurice de La Tour d'Auvergne, nobiluomo francese († 1721)
- 29 giugno - Thomas Hyde, orientalista inglese († 1703)

## Luglio(4)
- 2 luglio - Daniel Speer, compositore e scrittore tedesco († 1707)
- 10 luglio - Bartolomeo Gradenigo, vescovo cattolico italiano († 1698)
- 23 luglio - Pietro Bartolomeo Cittadella, pittore italiano († 1704)
- 31 luglio - Giosia II di Waldeck-Wildungen, militare e nobile tedesco († 1669)

## Agosto(3)
- 25 agosto - Louis Victor de Rochechouart de Mortemart, ammiraglio francese († 1688)
- 30 agosto - Dominique Biancolelli, attore teatrale italiano († 1688)
- 30 agosto - Libéral Bruant, architetto francese († 1697)

## Settembre(5)
- 7 settembre - Alexandros Mavrokordatos, diplomatico ottomano († 1709)
- 11 settembre - Giovanni Maria Viani, pittore e incisore italiano († 1700)
- 16 settembre - Giovanna di Braganza, nobile portoghese († 1653)
- 28 settembre - Sofia Dorotea di Schleswig-Holstein-Sonderburg-Glücksburg, nobile tedesca († 1689)
- 29 settembre - Thomas Tenison, arcivescovo anglicano britannico († 1715)

## Ottobre(5)
- 2 ottobre - Girolamo Troppa, pittore italiano († 1711)
- 6 ottobre - Giuseppe Valletta, filosofo, avvocato e letterato italiano († 1714)
- 23 ottobre - Edvige Eleonora di Holstein-Gottorp, nobile tedesca († 1715)
- 28 ottobre - Federico II Gonzaga di Luzzara, nobile italiano († 1698)
- 31 ottobre - Ferdinando Maria di Baviera, duca († 1679)

## Novembre(6)
- 1º novembre - Nicolas Boileau, poeta, scrittore e critico letterario francese († 1711)
- 2 novembre - Edward Colston, mercante, filantropo e politico britannico († 1721)
- 6 novembre - Enrichetta Adelaide di Savoia, nobile († 1676)
- 14 novembre - Pierre-Armand du Cambout de Coislin, cardinale e vescovo cattolico francese († 1706)
- 15 novembre - Gregorio Messere, filosofo, poeta e filologo italiano († 1708)
- 30 novembre - Johannes Fabritius, pittore olandese († 1693)

## Dicembre(3)
- 1º dicembre - Elizabeth Percy, nobile inglese († 1718)
- 23 dicembre - Gregório de Matos, poeta e avvocato brasiliano († 1696)
- 26 dicembre - Justine Siegemund, scrittrice tedesca († 1705)

## Senza giorno specificato(37)
- Giacomo Barri, pittore, incisore e scrittore italiano
- Gottfried Behm, astronomo e matematico tedesco († 1674)
- Giovanni Battista Beinaschi, pittore italiano († 1688)
- Pierre Picoté de Belestre, militare e esploratore francese († 1679)
- Thomas Boston, teologo britannico († 1732)
- Lodovico Burnacini, architetto e scenografo italiano († 1707)
- John Campbell, I conte di Breadalbane, politico scozzese († 1717)
- Giulia Canuti Bonaveri, pittrice italiana
- Giovanni Coli, pittore italiano († 1681)
- David de Coninck, pittore fiammingo († 1687)
- Richard Coote, I conte di Bellomont, politico irlandese († 1701)
- Giovanni Battista Costaguti, cardinale italiano († 1704)
- Ferdinando Giuseppe di Dietrichstein, principe austriaco († 1698)
- François Dollier de Casson, missionario francese († 1701)
- Angelo Finardi, letterato e religioso italiano († 1706)
- Filippo Maria Galletti, pittore italiano († 1714)
- Gerrit van Bronckhorst, pittore e disegnatore olandese († 1673)
- Joseph Glanvill, scrittore e filosofo inglese († 1680)
- Guérin d'Estriché, attore teatrale francese († 1728)
- Hon'inbō Dōetsu, goista giapponese († 1727)
- Melchior d'Hondecoeter, pittore, incisore e disegnatore olandese († 1695)
- Stojan Janković, condottiero serbo († 1687)
- Juan Bautista Juanini, scienziato spagnolo († 1691)
- Everhardus Kickius, pittore e disegnatore scozzese
- Joseph Labrosse, religioso francese († 1697)
- Jean Maximilien Lucas, tipografo e editore francese († 1697)
- Nicolae Milescu, letterato e diplomatico moldavo († 1708)
- Ignace-Gaston Pardies, fisico, matematico e gesuita francese († 1673)
- Jan Chryzostom Pasek, scrittore, nobile e militare polacco († 1701)
- Melchor Portocarrero, generale spagnolo († 1705)
- Pierre-Esprit Radisson, esploratore francese († 1710)
- Ferdinand de Relingue, ammiraglio svedese († 1704)
- Pietro Sammartini, compositore italiano († 1701)
- Hendrik Trajectinus, Conte di Solms, militare danese († 1693)
- Adriaen van de Velde, pittore e incisore olandese († 1672)
- Rachel Wriothesley, nobildonna inglese († 1723)
- Charlotte de Berry, pirata britannica